# Eric Laurent
Eric Henry Laurent, född 6 maj 1894 i Selånger, död 26 januari 1958 i Karlstad, skriven i Adolf Fredriks församling i  Stockholm, var en svensk skådespelare och operettsångare.

## Biografi
Laurent var son till bruksägaren Erik Laurent och hans hustru Frida, född Fahlén. Han studerade vid Stockholms musikkonservatorium och i Dresden och Wiesbaden. Laurent scendebuterade 1920 som Sarrassow i operetten Sista valsen på Svenska Teatern Helsingfors, där han sedan var engagerad hela spelåret. Därefter var han borta från teatern till 1926 då han fick ett engagemang vid Stora Teatern, Göteborg som varade till 1935. Därefter hade han tillfälliga roller på olika teatrar och ett flertal filmroller. Vid sin död var han på turné i Värmland med operetten Maritza i Programbolagets regi. Han är begravd på Sundsvalls Gustav Adolfs kyrkogård.

## Filmografi
- 1920 – Gyurkovicsarna
- 1928 – Stormens barn
- 1928 – Ådalens poesi
- 1929 – Rågens rike
- 1932 – Lyckans gullgossar
- 1933 – Halta Lena och vindögde Per
- 1933 – Tystnadens hus
- 1935 – Larsson i andra giftet
- 1935 – Skärgårdsflirt
- 1936 – Kvartetten som sprängdes
- 1938 – Vi som går scenvägen
- 1939 – Kadettkamrater
- 1939 – Oss baroner emellan
- 1939 – Åh, en så'n grabb
- 1941 – Tåget går klockan 9
- 1942 – General von Döbeln
- 1942 – Doktor Glas
- 1943 – Kvinnor i fångenskap
- 1943 – I brist på bevis
- 1944 – Örnungar
- 1944 – Skogen är vår arvedel
- 1945 – Jagad
- 1946 – Bröllopet på Solö
- 1947 – Livet i Finnskogarna
- 1948 – Lars Hård
- 1948 – Marknadsafton
- 1949 – Hin och smålänningen
- 1949 – Havets son
- 1949 – Lång-Lasse i Delsbo
- 1950 – Rågens rike
- 1951 – Fröken Julie
- 1951 – Starkare än lagen
- 1951 – Talande tråden
- 1952 – Ubåt 39
- 1952 – När syrenerna blomma
- 1953 – Ursula – flickan i finnskogarna
- 1954 – Svenska bandfabriken i Stenugnsund
- 1954 – Karin Månsdotter

## Teater

### Roller (ej komplett)
| År   | Roll             | Produktion                                          | Regi             | Teater                       |
| ---- | ---------------- | --------------------------------------------------- | ---------------- | ---------------------------- |
| 1920 | Kejsaren         | Prinsessans visa Anna Wahlenberg                    | Gustaf Nessler   | Svenska Teatern, Helsingfors |
| 1935 |                  | Grabbarna i 57:an Gideon Wahlberg                   |                  | Tantolundens friluftsteater  |
| 1938 | Cirkusdirektören | Kärlek och cirkus Gideon Wahlberg                   | Gideon Wahlberg  | Tantolundens friluftsteater  |
| 1956 | Charles Grimston | Geishan Sidney Jones, Owen Hall och Harry Greenbank | Karl Kinch       | Oscarsteatern                |
| 1939 |                  | Kärlek och guldfeber Gideon Wahlberg                |                  | Tantolundens friluftsteater  |
| 1942 |                  | Sibyllan i 5:an Gideon Wahlberg                     | Gideon Wahlberg  | Tantolundens friluftsteater  |
| 1945 |                  | Hamlet William Shakespeare                          | Sandro Malmquist | Malmö Stadsteater            |